# Giselastraße (métro de Munich)
Giselastraße (en allemand : U-Bahnhof Giselastraße) est une station de la section commune aux lignes U3 et U6 du métro de Munich. Elle est située sous la Leopoldstraße, entre les croisements avec la Franz-Joseph-Straße et la Giselastraße dans le secteur de Schwabing-Freimann, à Munich en Allemagne.

## Situation sur le réseau

Plan du métro (2020).

Établie en souterrain, Giselastraße est une station de passage de la section commune aux lignes U3 et U6 du métro de Munich. Elle est située entre la station Münchner Freiheit, en direction des terminus : Moosach (U3) et Garching-Forschungszentrum (U6), et la station Universität, en direction des terminus : Fürstenried West (U3) et Klinikum Großhadern (U6).
Cette station (U3-U6) dispose d'un quai central encadré par les deux voies de la section commune aux deux lignes.

## Histoire
La station Giselastraße est mise en service le 19 octobre 1971, lors de l'ouverture à l'exploitation des 12 km de la première section de la ligne U6, de Kieferngarten à Goetheplatz. Elle est nommée en référence à la rue éponyme qui donne dans la Leopoldstraße. La rue a été nommée en rappel de l'archiduchesse Gisela von Österreich. Comme toutes les stations ouvertes à la même date, elle est due à l'architecte Paolo Nestler. Les parois derrière la voie sont constituées de panneaux de fibrociment gris-bleu, comme c'est le cas dans de nombreuses stations de métro parmi les plus anciennes de Munich. Les colonnes hexagonales sont couvertes de tuiles rouges. Le plafond est également constitué de panneaux en fibrociment, qui sont interrompus pour les tubes fluorescents. Le sol est conçu avec un motif de galets de l'Isar noirs.
Elle devient une station de passage de section commune au lignes U6 et U3, le 8 mai 1972, lors de l'ouverture à l'exploitation de la ligne U3 de Münchner Freiheit à Olympiazentrum. 
En 2020, la station est rénovée, avec notamment l'enlèvement des revêtements sur les murs, derrière les voies, qui sont maintenant laissé en béton brut apparent.

## Services aux voyageurs

### Accès et accueil
La station, située en zone M, dispose de deux hall d'accès : au nord, on y accède par quatre bouches, équipées d'un escalier fixe et un escalier mécanique. On y trouve également un ascenseur en relation directe avec le quai pour l'accessibilité des personnes à la mobilité réduite ; au sud, on y accède par quatre bouches, deux sont équipées d'un unique escalier fixe et deux d'un escalier fixe et d'un escalier mécanique. Chaque hall est relié au quai central par un escalier fixe et un escalier mécanique. Les halls disposent d'un guichet et d'automates pour l'achat de titres de transports et d'abonnements.

### Desserte
Giselastraße, est desservie alternativement par les rames de la ligne U3 et les rames de la ligne U6.

Installations et desserte
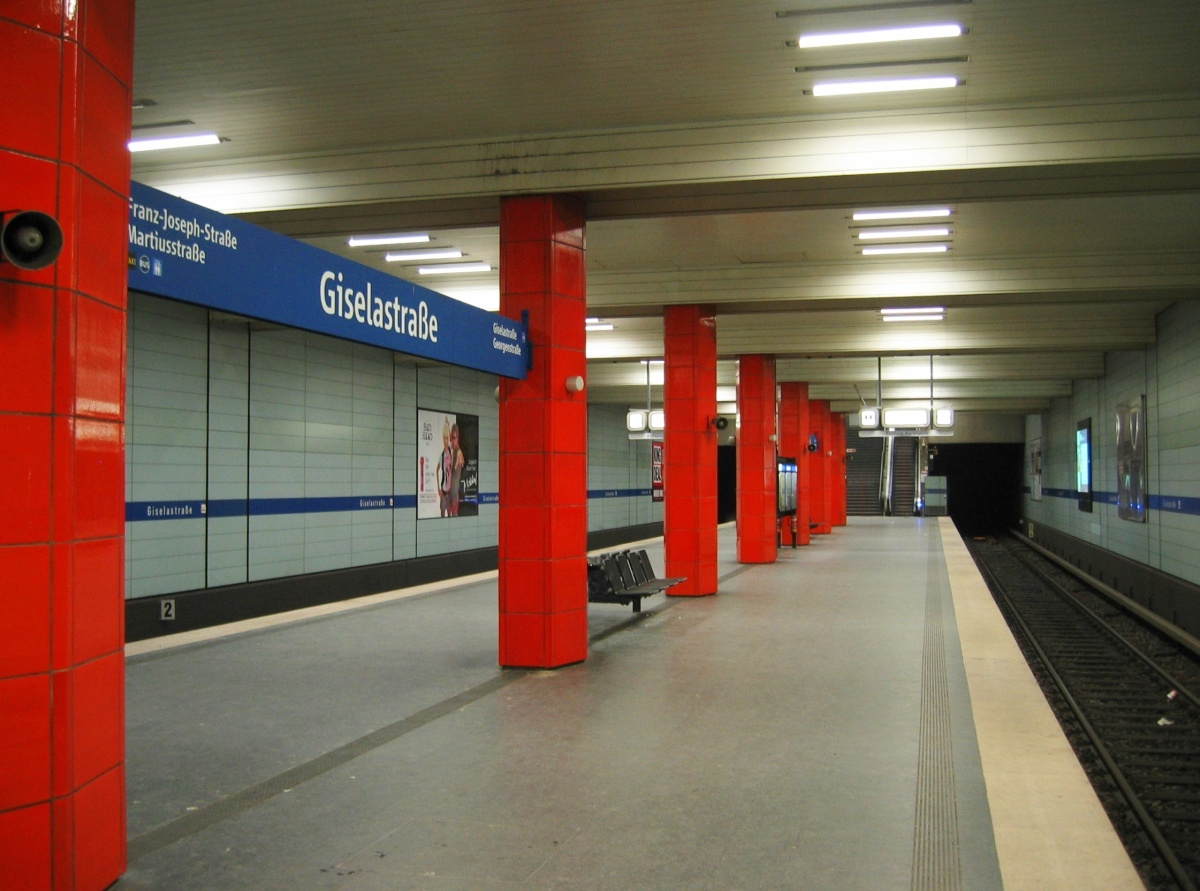
2006.
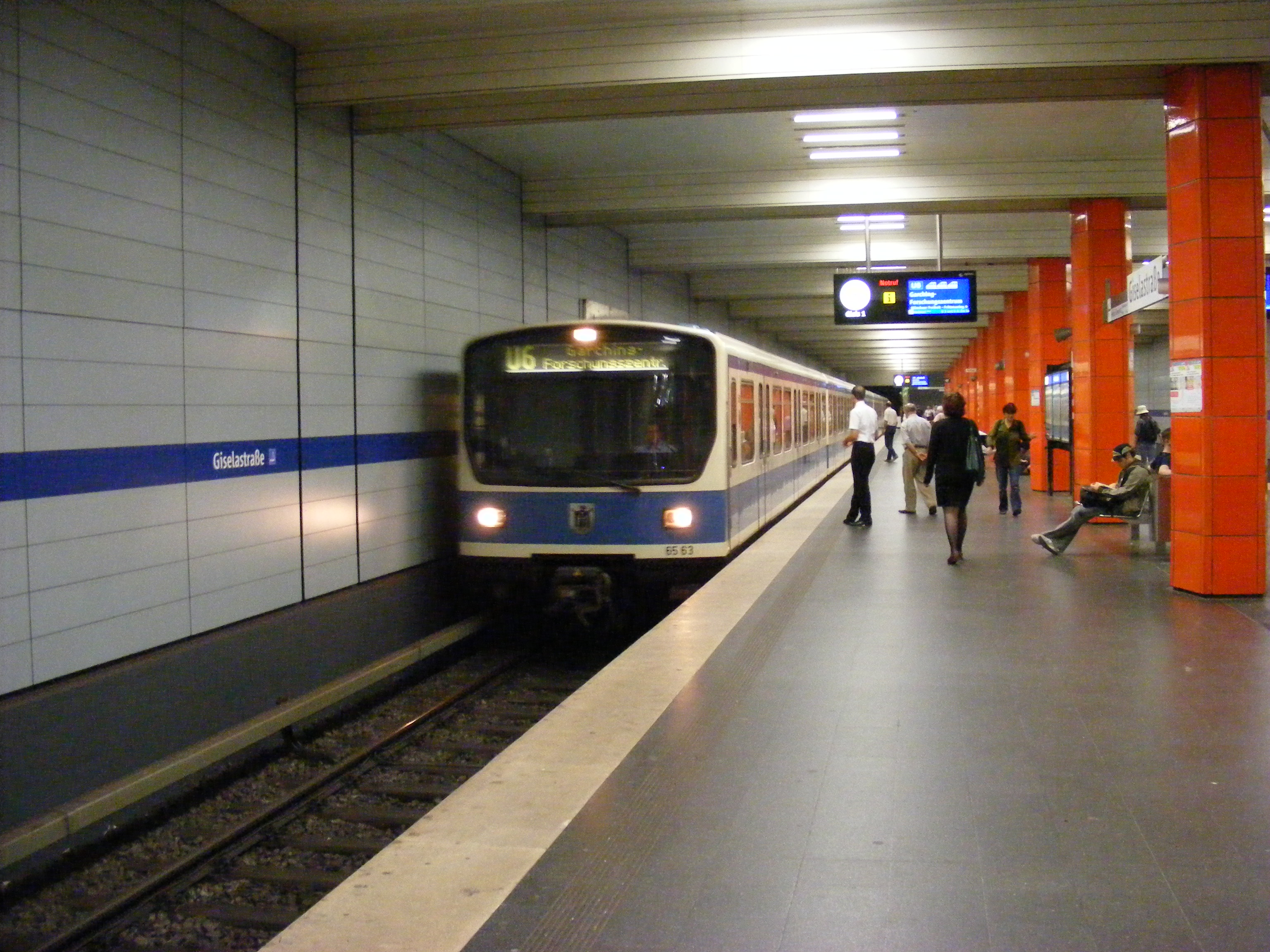
2009.

### Intermodalité
À proximité, au sud et au nord, des arrêts de bus sont desservis par les bus de jour des lignes 54, 58, 68 et 154, ainsi que par les bus de nuit des lignes N40, N41, N43, N44 et N45,.

## À proximité
Le Leopoldpark avec la faculté de psychologie et de pédagogie de l'Université Louis-et-Maximilien de Munich se trouve directement à la bouche méridionale. Plus au sud se trouve la Siegestor, et encore à côté l'Englischer Garten et la tour chinoise.

## Projet
Les plans de la travée U9 prévoient que le nouvel itinéraire bifurque à la station Giselastraße. Pour cela, la station devrait être étendue à quatre voies.